# Zuidelijk Flevoland

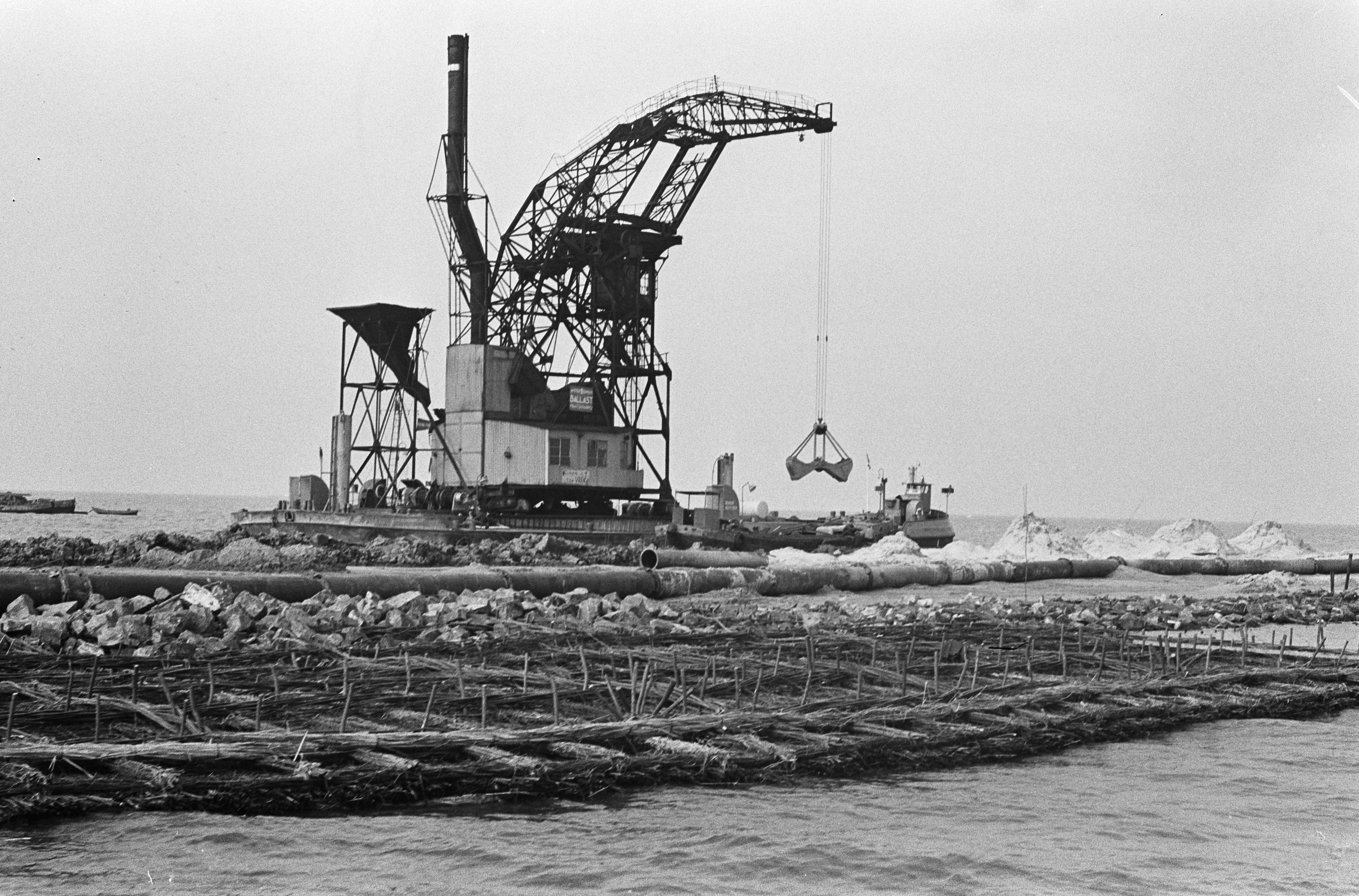
Drooglegging van Zuidelijk Flevoland nabij Muiderberg (1963)

Zuidelijk Flevoland is de vierde en vooralsnog laatste droogmakerij (polder) die is aangelegd in het kader van de Zuiderzeewerken. Het is sinds 1986 onderdeel van de Nederlandse provincie Flevoland. Het grenst aan Oostelijk Flevoland.
De polder is aangelegd tussen 1959 en 1968 en heeft een grootte van 430 km². Op 1 januari 2007 had de polder 200.808 inwoners.
Zuidelijk Flevoland is aan drie zijden omgeven door water. Aan de noordwestzijde ligt het Markermeer, aan de oost- en zuidkant wordt het van het oude land gescheiden door Randmeren: van rechts naar links het Wolderwijd, het Nulder- en Nijkerkernauw, het Eemmeer, het Gooimeer en het IJmeer. Aan de noordoostkant wordt het begrensd door de Knardijk.
Almere is de grootste plaats in de polder. Daarnaast is er alleen nog de plaats Zeewolde. De polder kenmerkt zich door grootschalige akkerpercelen en veel windmolens.
De belangrijkste wegen door de polder zijn de A6, die Amsterdam via Almere en Lelystad met Emmeloord verbindt en de A27 die Almere via Hilversum met Utrecht verbindt. Sinds 1987 is Almere via de Flevolijn vanaf Amsterdam te bereiken. In 1988 werd de spoorlijn verlengd naar Lelystad en in 2012 tot Zwolle (Hanzelijn).

## Natuur
Tussen de spoorlijn en de dijk langs het Markermeer bevindt zich een groot natuurgebied, de Oostvaardersplassen.

## Recreatie
Bij Zeewolde ligt sinds 1980 het vakantiepark De Eemhof van Center Parcs.
In het zuiden, in het Hulkesteinse Bos en bij het Nijkerkernauw, ligt naturistenpark Flevo-Natuur, met recreatiewoningen, een camping, en de mogelijkheid van dagrecreatie.